# Албе Видакович
Албе Видакович (хорв. Albe Vidaković; 1 листопада 1914, Суботиця — 18 травня 1964, Загреб) — хорватський музикознавець, музичний палеограф і композитор. 
У 1937 році закінчив богословський факультет Загребського університету. У 1932—37 роках здобув музичну освіту у Загребі під керівництвом Ф. Дугана (гармонія, контрапункт), Ф. Хайдуковича і М. Івшица (теорія і практика церковного співу). У 1937—41 роках вивчав церковну музику у Римі. У 1941—48 роках викладав у музичній школі Загребської консерваторії музично-теоретичні предмети та гру на органі, з 1951 року — на богословському факультеті Загребського університету історію церковної музики (з 1962 — професор). З 1942 року був регентом кафедрального собору у Загребі. У 1942—44 роках редактор журналу «Sv. Cecilija». 
Видаковичу належать праці з історії розвитку хорватської музики середньовіччя і культової музики. Найзначніше його палеографічне дослідження, яке зберігається у Метрополітанській бібліотеці у Загребі, — «Sacramentar Mr/26». Видакович першим досліджував діяльність Юрія Крижанича як музичного письменника і теоретика, здійснив наукову публікацію творів хорватського композитора 17 століття В. Єлича. Видакович — автор струнного квартету, фортепіанних п'єс, творів для органу, культової музики.